# الواشي
الواشي (بالإنجليزية:Snitch) فيلم جريمة أمريكي من بطولة دوين جونسون ابتدأ عرضه في 22 فبراير 2013.

## القصة
أب يتهم ابنه في قضية توزيع مخدرات ويحكم عليه بالسجن الإلزامي لمدة 10 سنوات، فيقرر الرجل إنقاذ ابنه مهما كلفه الأمر حيث أنه واثق أن الصبي مظلوم وتم زجه في القضية ككبش فداء. ويبدأ العمل بشكل متخفي ويخترق عالم تجارة المخدارت المحفوف بالمخاطر، في مهمة صعبة للغاية تهدد حياة أسرته وحياته هو شخصيًا.

## روابط خارجية
- الواشي على موقع IMDb (الإنجليزية)
- الواشي على موقع ميتاكريتيك (الإنجليزية)
- الواشي على موقع الموسوعة البريطانية (الإنجليزية)
- الواشي على موقع روتن توميتوز (الإنجليزية)
- الواشي على موقع نتفليكس (الإنجليزية)
- الواشي على موقع قاعدة بيانات الأفلام العربية
- الواشي على موقع ألو سيني (الفرنسية)
- الواشي على موقع أول موفي (الإنجليزية)
- الواشي على موقع بوكس أوفيس موجو (الإنجليزية)
- الواشي على موقع فيلمافينيتي (الإسبانية)